# HD 139139
HD 139139 (noto anche come EPIC 249706694) è molto probabilmente un sistema binario di stelle di sequenza principale posto a circa 350 anni luce (110 parsec) dalla Terra nella costellazione della Bilancia. 

## Caratteristiche
La componente principale di HD 139139 è una stella a sequenza principale di tipo G, un po' più grande e più luminosa del Sole e ad una temperatura quasi identica. Ha una magnitudine apparente di 9,8. La stella compagna si ritiene essere una nana rossa K5-7 a 3" di distanza da  HD 139139. È di circa tre magnitudini più debole e ha una temperatura compresa tra 4100 K e 4300 K. Entrambe le stelle hanno un moto proprio simile, il che significa che possono formare una coppia binaria gravitazionalmente legata. 
HD 139139 mostra cali di luminosità simili a quelli causati dal transito di pianeti simili alla Terra. Il telescopio spaziale Kepler ha osservato 28 abbassamenti di luminosità su un periodo di 87 giorni (23 agosto – 20 novembre 2017). I picchi discendenti di luminosità non sembrano essere periodici come ci si aspetterebbe se fossero dovuti a pianeti in transito .
Non si sa quale delle due stelle produca gli eventi di attenuazione. Potenziali spiegazioni che sono state ipotizzate includono pianeti che transitano su una stella binaria, pianeti che si perturbano reciprocamente le orbite producendo grandi variazioni temporali nel transito, un pianeta distrutto, grandi asteroidi che producono polveri e macchie stellari a vita breve. Secondo Andrew Vanderburg, uno dei ricercatori autore degli studi originali, In astronomia c'è una lunga storia di fatti che non comprendevamo, pensando che fossero dovuti ad alieni, e scoprendo poi che si trattava di qualcos'altro... Ci sono buone probabilità che anche questo caso sarà uno di quelli.

## Storia delle osservazioni
HD 139139 è stato identificato come un sistema insolito da due gruppi di osservatori indipendenti (scienziati amatoriali) che lavorano in collaborazione con astronomi professionisti. Poiché alcuni di questi sistemi sono troppo complessi e possono ingannare i computers, scienziati volontari analizzano i dati delle osservazioni del telescopio spaziale Kepler, sfruttando le capacità che ha il cervello umano di scoprire eventi insoliti. Nella primavera del 2018 alcuni di questi astronomi contattarono Vanderburg e gli dissero di controllare HD 139139, una stella simile al Sole a circa 350 anni luce di distanza.
HD 139139 fa parte dello 0,5% delle stelle in grado di osservare il transito della Terra, secondo Andrew Vanderburg.